# テレビ東京水曜夜9時枠時代劇
テレビ東京水曜夜9時枠時代劇（てれびとうきょうすいようよるくじわくじだいげき）は、テレビ東京系列にて1977年10月 - 1983年8月（中断時期あり）まで毎週水曜夜9時に放送していた時代劇枠である。

## 放送作品

### 第1期
- 新・木枯し紋次郎
- 柳生十兵衛
- 疾風同心
- 八丁堀あばれ軍団

ここで時代劇中断。この間は『日本名作怪談劇場』を放送。

### 第2期
- そば屋梅吉捕物帳
- 斬り捨て御免!(第1部)
- 悪党狩り
- 斬り捨て御免!(第2部)
- お命頂戴!
- ご存知時代劇シリーズ
- 柳生新陰流（ここからテレビ大阪がネット）
- 斬り捨て御免!(第3部)
- 眠狂四郎円月殺法
- 眠狂四郎無頼控（最終回のみテレビ愛知がサービス放送）